# Pleione (Orchideen)
Die Gattung Pleione gehört zur Familie der Orchideen (Orchidaceae). Die etwa 22 Arten und fünf Naturhybriden sind in Asien verbreitet. Im deutschen Sprachraum werden diese Orchideen auch „Tibet-Orchidee“ genannt, auf Chinesisch heißen sie Dú suàn lán (独蒜兰).

## Beschreibung

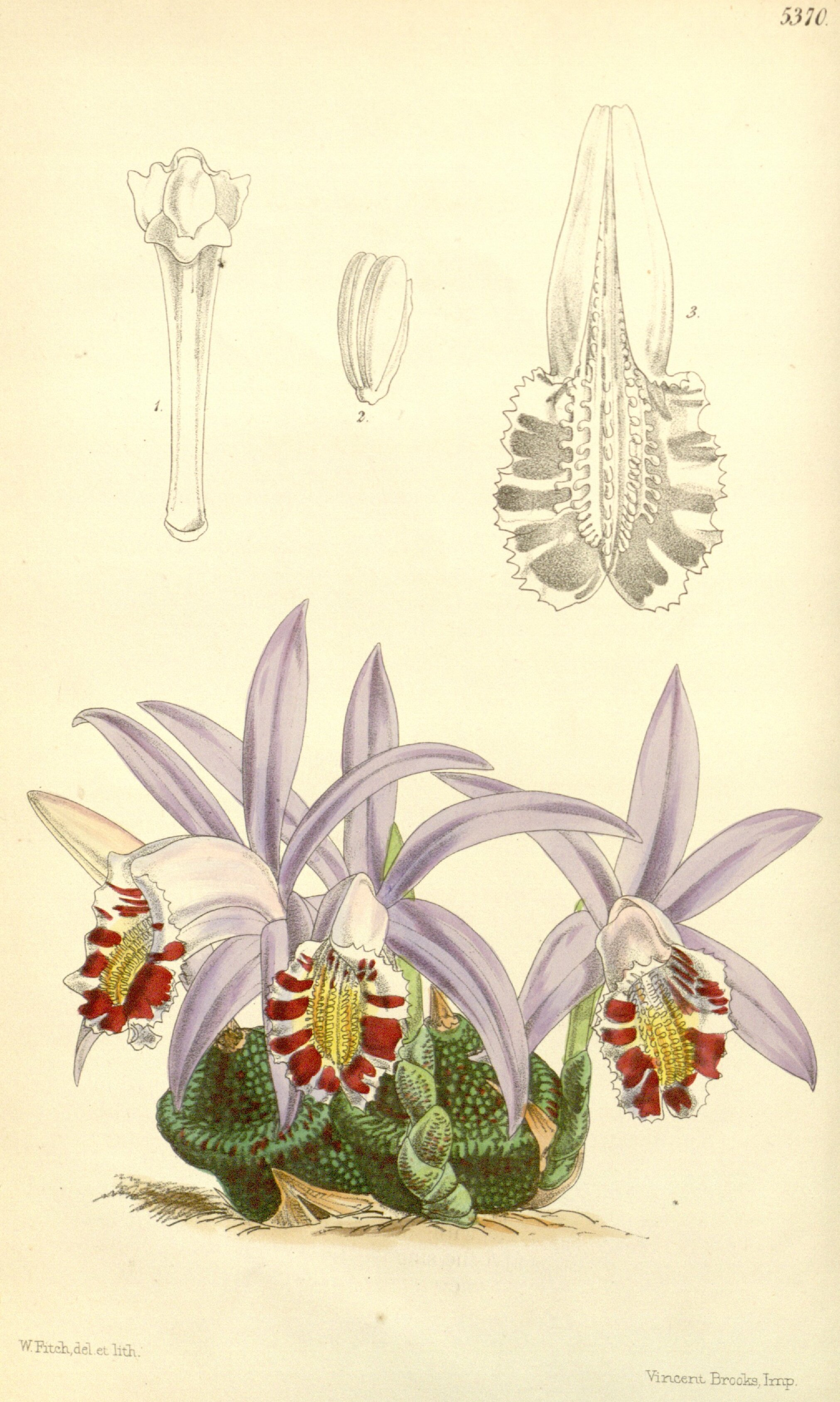
Illustration der Naturhybride Pleione ×lagenaria aus Curtis’s Botanical Magazine, Volume 89 (Ser. 3, No. 19), 1863, Tafel 5370

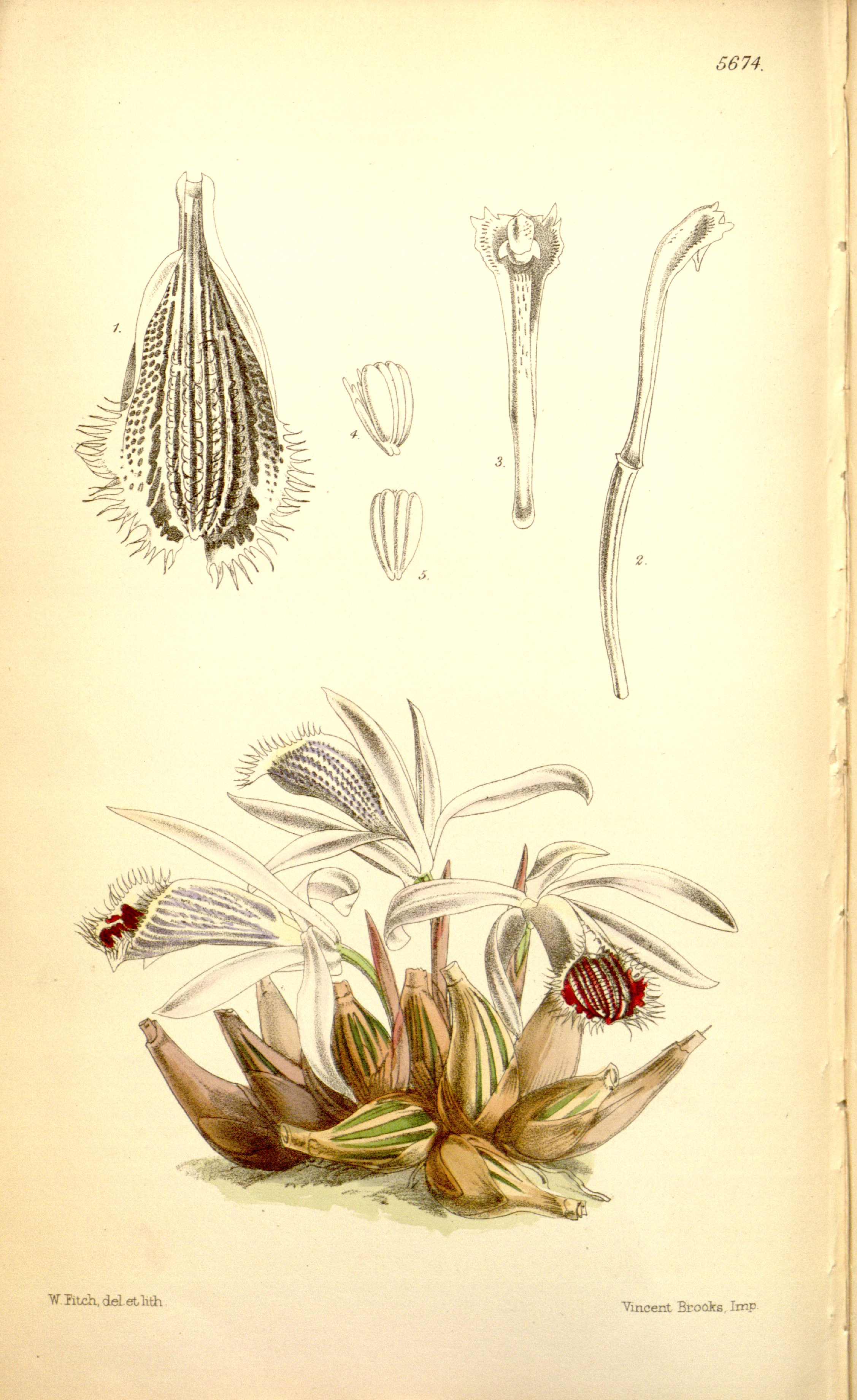
Illustration von Pleione humilis aus Curtis’s Botanical Magazine, Volume 93 (Ser. 3, No. 23), 1867, Tafel 5674

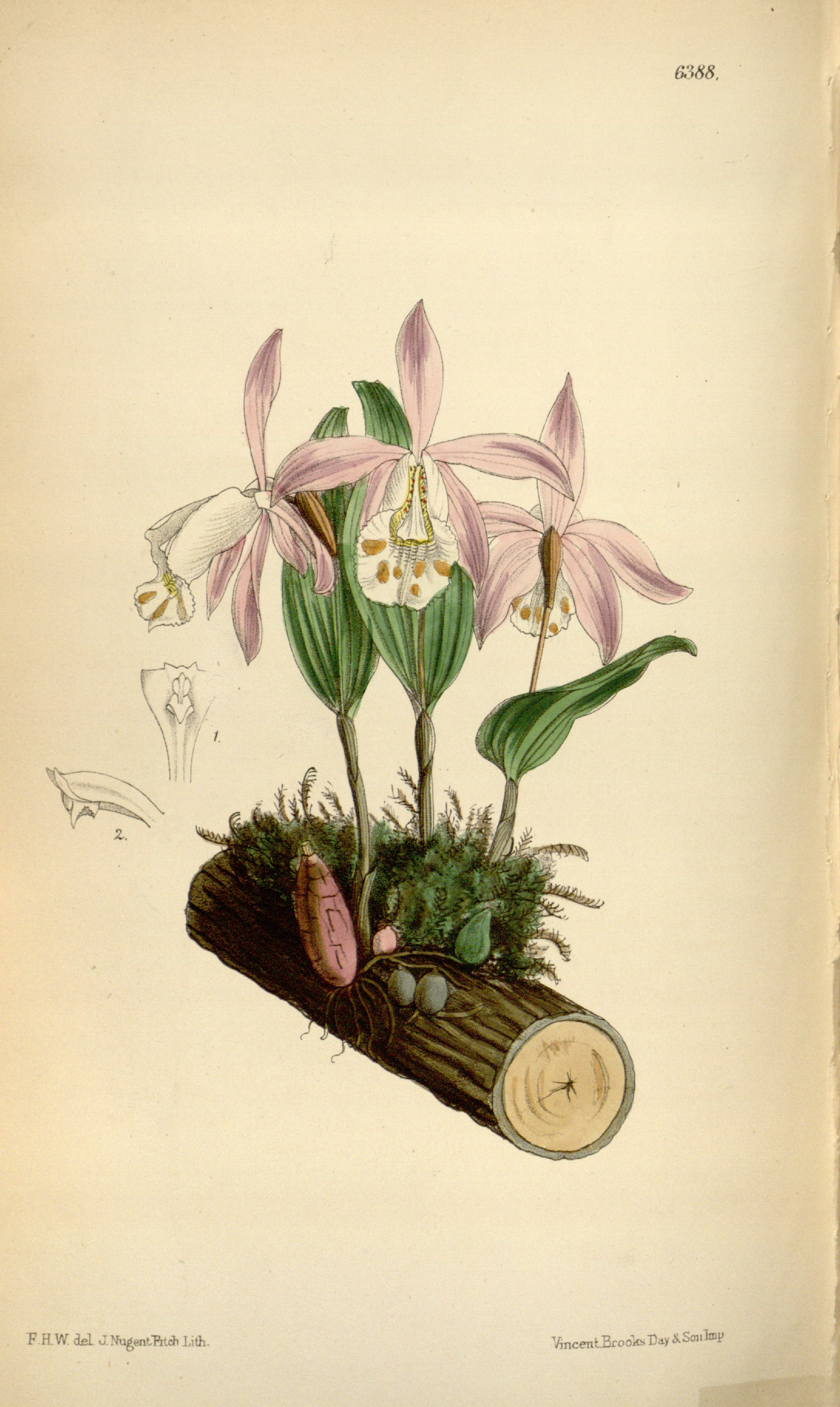
Illustration von Pleione hookeriana aus Curtis’s Botanical Magazine, Volume 104 (Ser. 3, No. 34), 1878, Tafel 6388

### Vegetative Merkmale
Pleione-Arten sind ausdauernde krautige Pflanzen. Alle Pleione-Arten sind im Winter laubabwerfend. Ausnahmslos alle Pleione-Arten bilden Pseudobulben in dichten Gruppen, die sich aus verblühten Bulben der jeweiligen Vorsaison entwickeln. Jede Pseudobulbe für sich ist einjährig. Die Bulben können kugelig, konisch, kegelförmig, eiförmig oder wie kleine Fässer geformt sein, an ihren Spitzen verjüngen sie sich oder knicken abrupt ein, sodass sie kantig wirken und ein enger „Hals“ entsteht. Die Bulben sind an ihrer Basis oft von Schutzblättern ummantelt.
Die Laubblätter erscheinen einzeln oder zu zweit an der Spitze der Bulben und bei allen Arten stets nach der Anthese. Die einfachen, pergamentartigen Laubblätter sind gefaltet, verjüngen sich blattstielartig zu ihrer Basis hin und sind im Jungstadium eingerollt.

### Generative Merkmale
Die Blüten stehen meist einzeln, seltener zu zweit oder gar zu dritt zusammen. An der Basis ist der Blütenstiel von einem Blatt umschlossen. Die Blüte ähnelt in ihrer Gestalt jenen der Gattung Cattleya. Die Blüten sind verhältnismäßig groß, öffnen sich vollständig und sind bei vielen Arten duftend. Die zwittrigen Blüten sind zygomorph und dreizählig. Die drei freien Sepalen sind gleich geformt. Die beiden freien, gleich geformten seitlichen Petalen sind meist etwas schmaler als die Sepalen. Das Labellum ist mehr oder weniger deutlich dreilappig und am oberen Ende bei einigen Arten gefranst. Die Seitenlappen sind aufgerollt und umschließen das Fruchtblatt entweder an dessen Basis oder zur Gänze. Die Mittellobe des Labellums weist oberseitig mehrere (etwa zwei bis neun) Längsreihen gefranster Kiele auf. Drei Fruchtblätter sind zu einem unterständigen Fruchtknoten verwachsen. Die Säule (Gynostemium) ist bei einer Länge von 14 bis 17 Millimetern bogenförmig und fast keulenförmig. Die vier Pollinien stehen in je zwei Paaren und sind wachsartig, verkehrt-eiförmig sowie an beiden Seiten abgeflacht.
Die Kapselfrüchte sind spindelförmig und weisen drei längsseitig verlaufende Rippen auf.

### Zytologische Merkmale
Die Chromosomen der Gattung Pleione sind ungewöhnlich klein und unterscheiden sich kaum. Die Chromosomengrundzahl der Gattung ist x = 20; oft liegt Diploidie mit der Chromosomenzahl 2n = 40 vor. Bei einigen Arten tritt jedoch Polyploidie auf. So kommen bei Pleione bulbocodioides häufig tetraploide Exemplare vor. Bei Pleione yunnanensis wurden auch regelmäßig hexaploide Exemplare mit 2n = 120 beobachtet.
Bei Pleione bulbocodioides, Pleione hookeriana und Pleione humilis wurden Exemplare mit ein bis drei zusätzlichen B-Chromosomen gefunden. Die B-Chromosomen sind klein und rundlich.

## Standorte
Die meisten Pleione-Arten wachsen terrestrisch oder lithophytisch, einige wenige Arten wachsen auch epiphytisch. Die Naturstandorte liegen meist in Höhenlagen von 1000 bis 3500 Metern.

## Systematik und Verbreitung
Die Gattung Pleione wurde 1825 durch David Don in Prodromus Florae Nepalensis Seite 36 aufgestellt. Der botanische Gattungsname leitet sich von der griechischen Göttin Pleione ab.  Die Typusart ist Pleione praecox (Sm.) D.Don. Ein Synonym für Pleione D.Don. ist Gomphostylis Wall. ex Lindl.
Die Gattung Pleione ist in Asien vom Himalaja bis zum zentralen, südlichen sowie östlichen China und Indochina verbreitet. Die Pleione-Arten sind in Asien weitverbreitet. Sie kommen vor allem China, Nepal, Tibet und Taiwan vor. Es sind aber auch Arten aus Vietnam, Butan, Myanmar, Assam und Laos bekannt. Viele Arten kommen nur in mehr oder weniger kleinen Verbreitungsgebieten vor. In China kommen 20 Arten sowie 4 Naturhybriden vor, zwölf davon nur dort. Es kommen nur 2 Arten und 1 Naturhybride nicht auch in China vor. 12 Arten und 4 Naturhybriden kommen auch oder nur in Yunnan vor, dies ist also das Zentrum der Artenvielfalt.
Die Gattung Pleione wurde durch Zhu und Chen 1998 in zwei Sektionen gegliedert:
- Sektion Pleione (Syn.: Pleione sect. Dictyopleione Pfitzer & Kraenzlin): Sie hat die im Herbst blühenden 4 Arten und 1 Naturhybride enthalten.[6]
- Sektion Humiles G.Zhu & S.C.Chen: Sie wurde 1998 aufgestellt. Sie hat die im Frühling blühenden 18 Arten und 4 Naturhybriden enthalten.[6]

Gravendeel et al. 2004 kamen bei Auswertung von molekulargenetischen und morphologischen Daten zu dem Ergebnis, dass die Gliederung von Zhu und Chen 1998 nicht bestätigt werden kann und fanden drei Kladen.
Einige Arten gehörten zur Gattung Coelogyne Lindl.

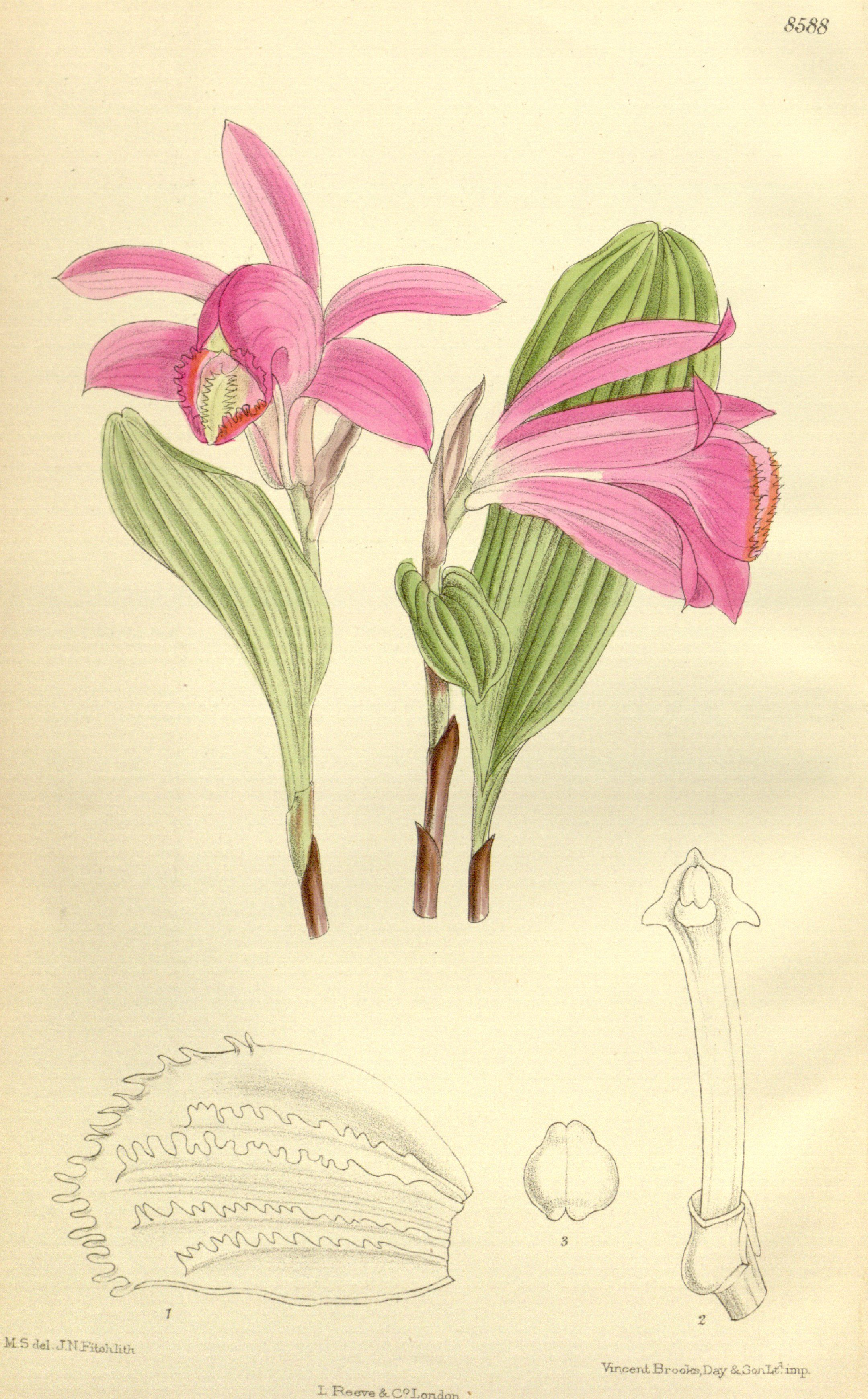
Illustration von Pleione bulbocodioides

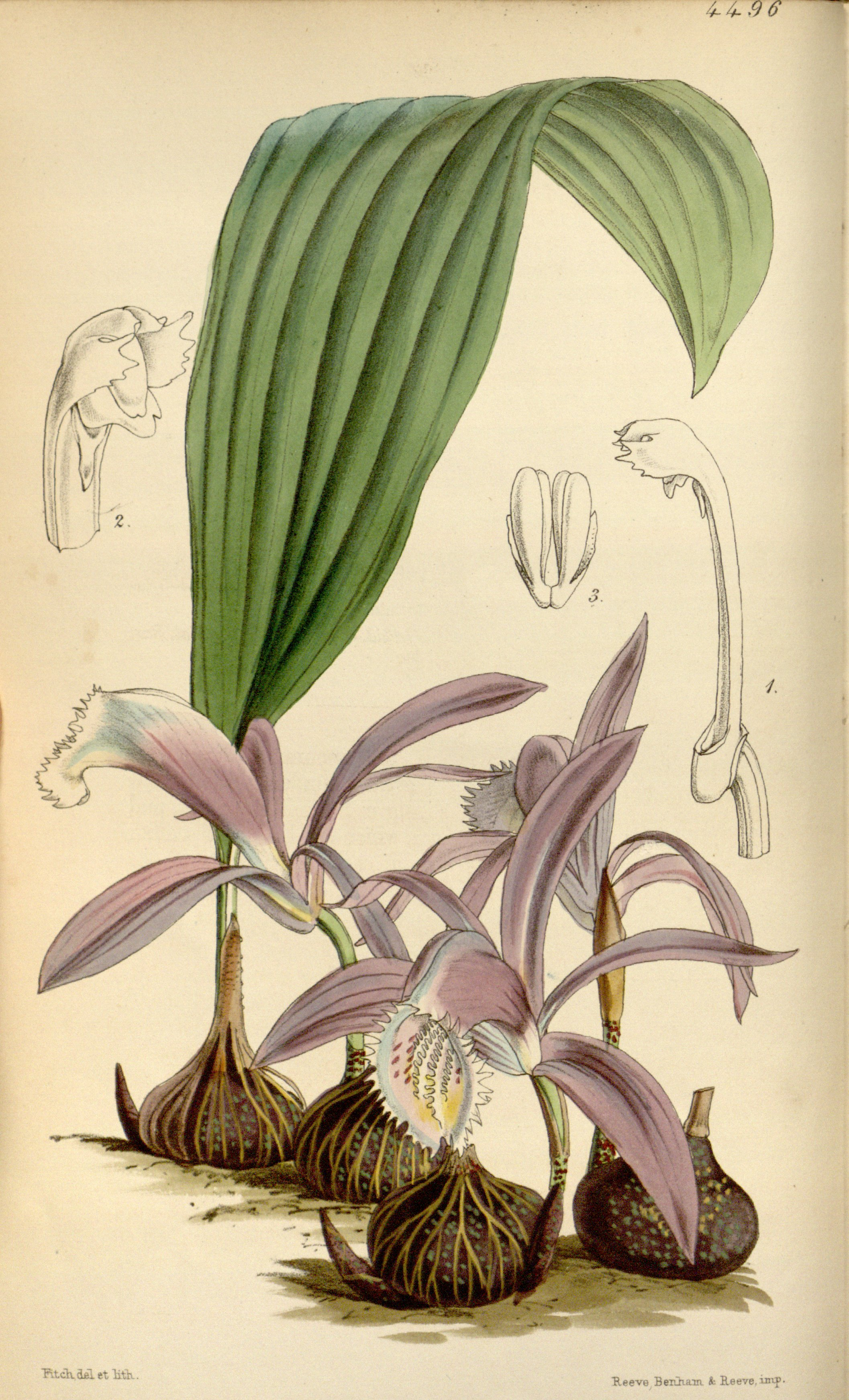
Illustration von Pleione praecox aus Curtis’s Botanical Magazine, Volume 76 (Ser. 3, No. 6), 1850, Tafel 4496

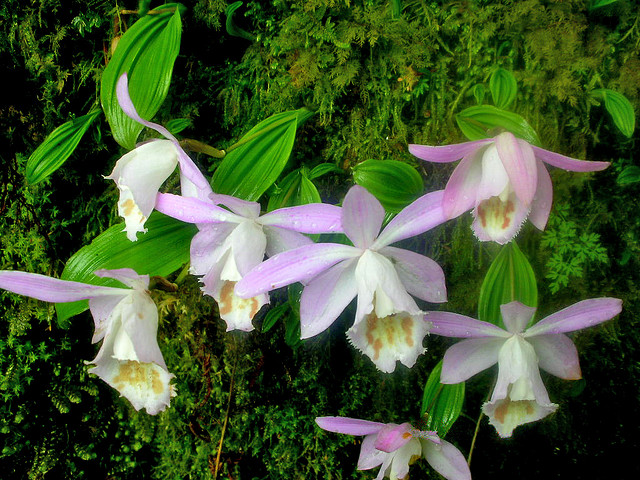
Pleione limprichtii

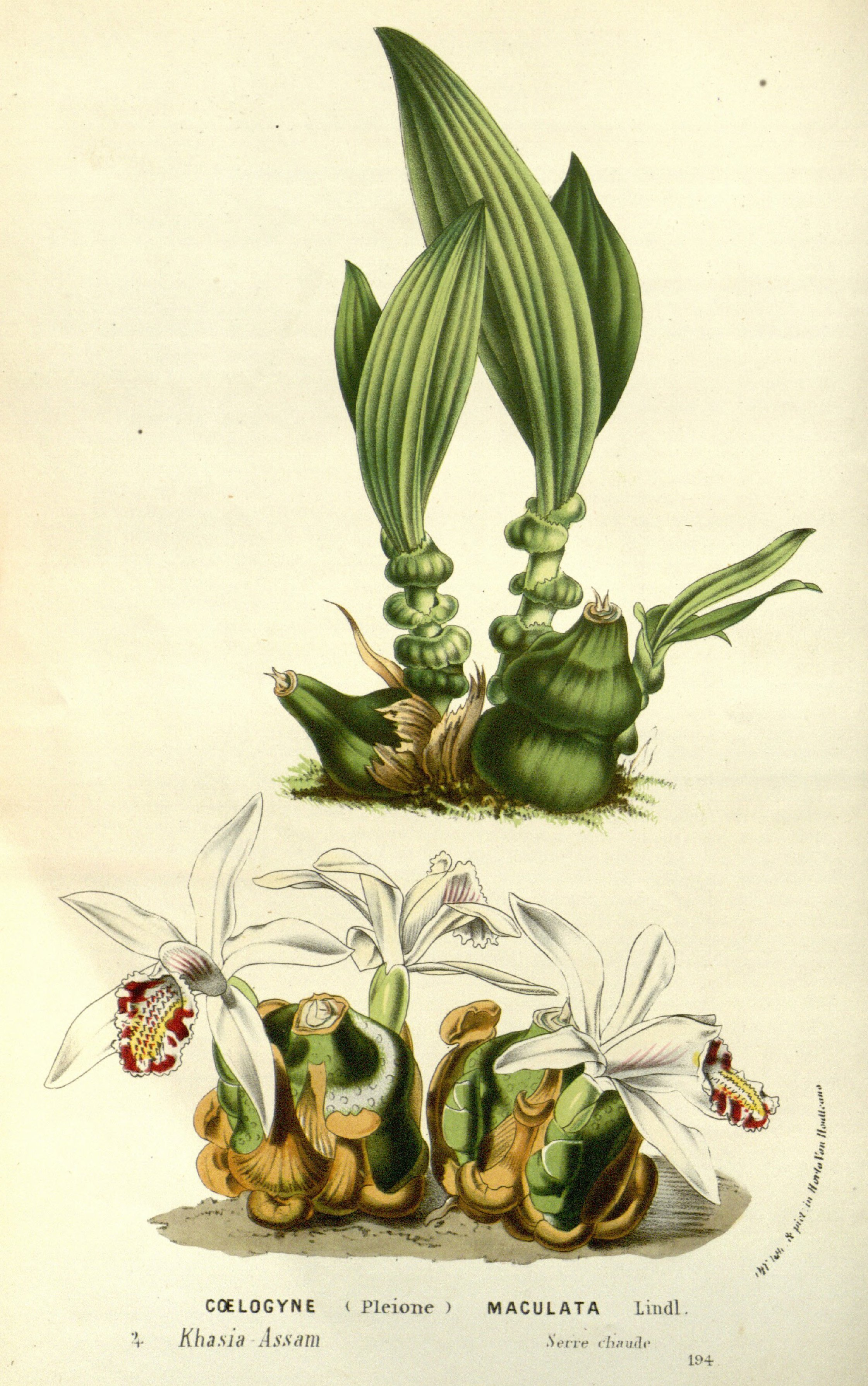
Illustration von Pleione maculata

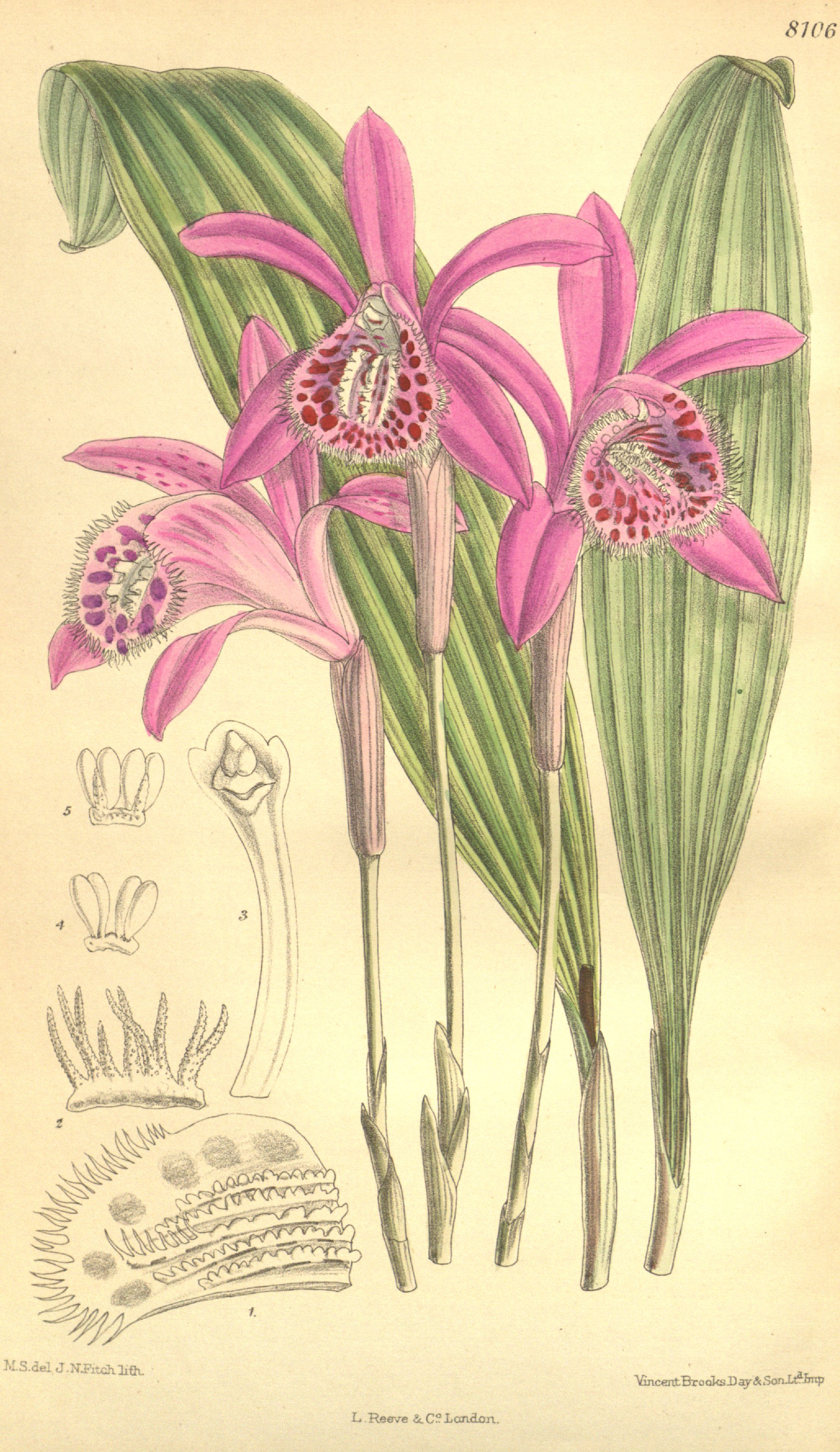
Illustration von Pleione yunnanensis aus Curtis’s Botanical Magazine, Volume 132 (Ser. 4, No. 2), 1906, Tafel 8106

Die Gattung Pleione umfasst seit 2015 etwa 24 Arten und etwa 5 Naturhybriden:
- Pleione albiflora P.J.Cribb & C.Z.Tang: Sie kommt im nördlichen Myanmar und im nordwestlichen Yunnan vor.[7][1]
- Pleione arunachalensis Hareesh, P.Kumar & M.Sabu: Die 2017 erstbeschriebene Art kommt im indischen Bundesstaat Arunachal Pradesh vor.[7]
- Pleione aurita P.J.Cribb & H.Pfennig: Sie gedeiht in Bergwäldern in Höhenlagen von 1400 bis 2800 Metern nur im westlichen Yunnan.[7][1]
- Pleione autumnalis S.C.Chen & G.H.Zhu: Sie gedeiht auf Felsen nur im südwestlichen Yunnan.[7][1]
- Pleione × baoshanensis W.Zhang & S.B.Zhang (= Pleione albiflora × Pleione yunnanensis): Sie kommt im nordwestlichen Yunnan vor.[7]
- Pleione bulbocodioides (Franch.) Rolfe (Syn.: Coelogyne bulbocodioides Franch., Coelogyne delavayi Rolfe, Coelogyne henryi Rolfe, Coelogyne pogonioides Rolfe, Pleione delavayi (Rolfe) Rolfe, Pleione pogonioides (Rolfe) Rolfe, Pleione henryi (Rolfe) Schltr., Pleione mairei Schltr., Pleione smithii Schltr., Pleione communis Gagnep., Pleione fargesii Gagnep., Pleione ganchuenensis Gagnep., Pleione rhombilabia Hand.-Mazz.): Sie gedeiht in Höhenlagen von 900 bis 3600 Metern im südöstlichen Tibet und in den chinesischen Provinzen Anhui, nördliches Fujian, südliches Gansu, nördliches Guangdong, nördliches Guangxi, Guizhou, Hubei, Hunan, südliches Shaanxi, Sichuan, zentrales sowie nordwestliches Yunnan.[7][1]
- Pleione ×christianii Perner (= Pleione forrestii × Pleione yunnanensis): Sie kommt nur im westlichen Yunnan vor.[7][1]
- Pleione chunii C.L.Tso: Sie gedeiht in Wäldern in Höhenlagen von 1400 bis 2800 Metern in den chinesischen Provinzen nördliches Guangdong, Guangxi, Guizhou, Hubei sowie westliches Yunnan.[7][1]
- Pleione ×confusa P.J.Cribb & C.Z.Tang (= Pleione albiflora × Pleione forrestii): Sie kommt im nördlichen Myanmar und im nordwestlichen Yunnan vor.[7][1]

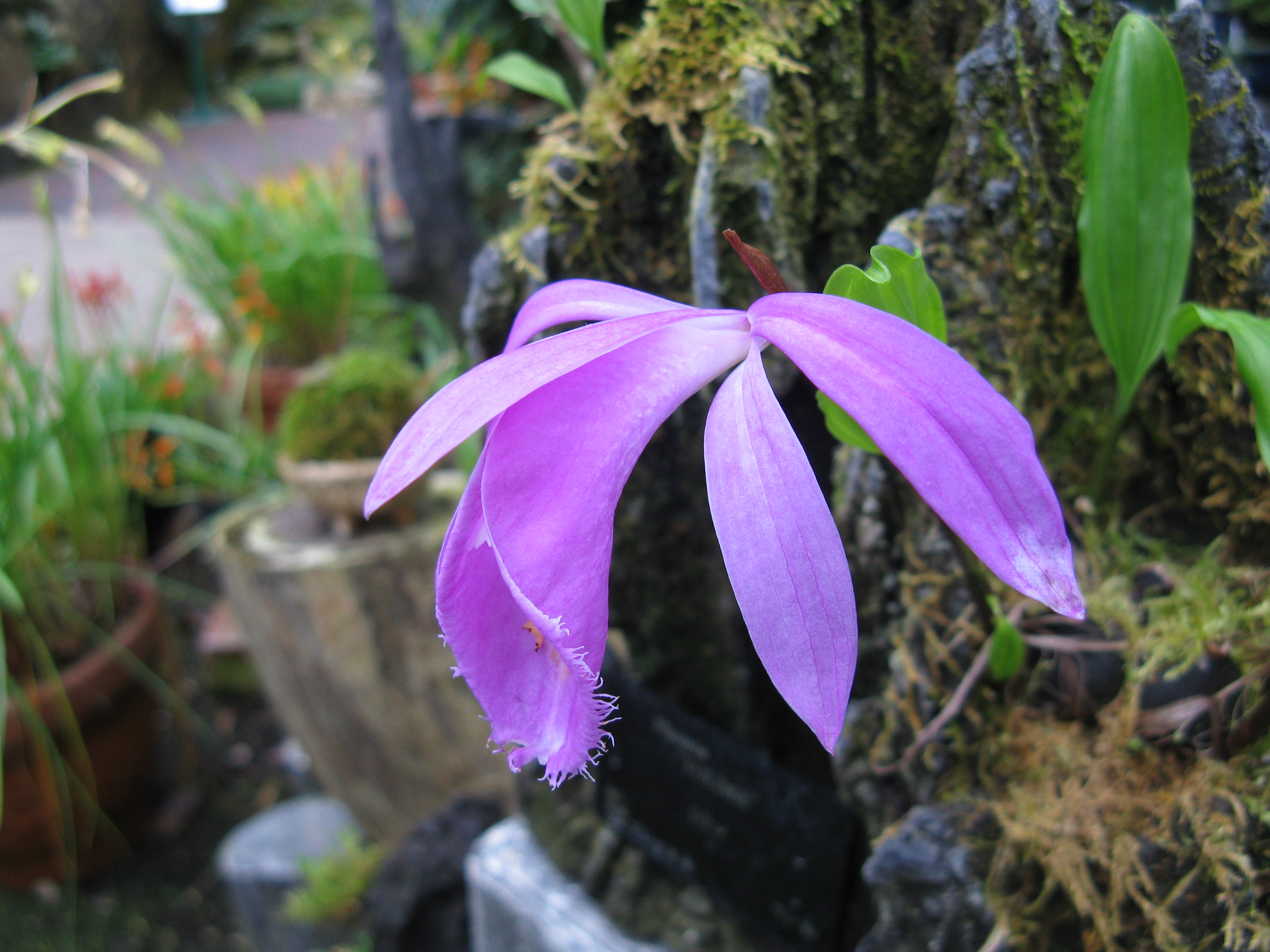
Die Pleione-Sorte ‘Tolima’

- Pleione coronaria P.J.Cribb & C.Z.Tang: Sie kommt nur im zentralen Nepal vor.[7]
- Pleione dilamellata Z.J.Liu, O.Gruss & L.J.Chen: Sie wurde 2015 aus Sichuan erstbeschrieben.[7]
- Pleione formosana Hayata: Sie gedeiht in China in Höhenlagen von 600 bis 1400 Metern (1500 bis 2500 Metern in Taiwan) in Taiwan und in den chinesischen Provinzen nördliches sowie westliches Fujian, südöstliches Jiangxi sowie südliches Zhejiang.[7][1]
- Pleione forrestii Schltr.[7]: Es gibt in Yunnan zwei Varietäten:[1]
  - Pleione forrestii var. alba (H.Li & G.H.Feng) P.J.Cribb (Syn.: Pleione alba H.Li & G.H.Feng): Dieser Endemit gedeiht in Mischwäldern in Höhenlagen von 2700 bis 3100 Metern nur im Kreis Dayao im nördlichen Yunnan.[1]
  - Pleione forrestii Schltr. var. forrestii:  Sie gedeiht auf humusbedeckten Felsen, an Baumstämmen in offenen Wäldern und an Waldrändern in Höhenlagen von 2200 bis 3200 Metern nur im nordwestlichen Yunnan.[1]
- Pleione grandiflora (Rolfe) Rolfe (Syn.: Coelogyne grandiflora Rolfe, Pleione pinkepankii Braem & H.Mohr, Pleione barbarae Braem, Pleione braemii Pinkep., Pleione harberdii Braem, Pleione moelleri Braem, Pleione mohrii Braem): Sie kommt im nördlichen Vietnam und im südöstlichen sowie südwestlichen Yunnan vor.[7][1]
- Pleione hookeriana (Lindl.) Rollisson (Syn.: Coelogyne hookeriana Lindl., Pleione hookeriana var. brachyglossa (Rchb. f.) Rolfe, Pleione laotica Kerr): Sie ist in den chinesischen Provinzen nördliches Guangdong, nördliches sowie westliches Guangxi, südöstliches Guizhou, südöstliches Yunnan, im südlichen Tibet, nordöstlichen Indien, Nepal, Bhutan, nördlichen Laos, Myanmar verbreitet und kommt vielleicht in Thailand vor.[7][1]
- Pleione humilis (Sm.) D.Don (Syn: Pleione diantha Schltr., Pleione humilis var. adnata Pfitzer, Pleione humilis var. purpurascens Pfitzer, Pleione humilis var. amitii R.Pal, Dayamma & Medhi): Sie ist im Himalaja in Assam, Manipur, Sikkim, Bhutan, Nepal, Myanmar und im südöstlichen Tibet verbreitet.[7][1]
- Pleione jinhuana Z.J.Liu, M.T.Jiang & S.R.Lan: Die 2018 erstbeschriebene Art kommt in der chinesischen Provinz Zhejiang vor.[7]
- Pleione kaatiae P.H.Peeters: Sie wurde 2003 aus dem westlichen Sichuan erstbeschrieben.[7]
- Pleione × kingdonwardii P.J.Cribb & Butterf. (= Pleione bulbocodioides × Pleione humilis): Sie kommt im nördlichen Myanmar vor.[7]
- Pleione ×kohlsii Braem (= Pleione aurita × Pleione forrestii): Sie gedeiht in Wäldern in Höhenlagen von 2400 bis 2800 Metern nur im westlichen Yunnan.[7][1]
- Pleione ×lagenaria Lindl. & Paxton (Pleione maculata × Pleione praecox): Sie kommt in Assam und im westlichen Yunnan vor.[7][1]
- Pleione limprichtii Schltr.: Sie kommt im nördlichen Myanmar und in den chinesischen Provinzen südwestliches Sichuan sowie Yunnan vor.[7][1]
- Pleione maculata (Lindl.) Lindl. & Paxton (Syn.: Coelogyne maculata Lindl., Gomphostylis candida Wall. ex Lindl., Pleione diphylla Lindl. & Paxton, Coelogyne diphylla (Lindl. & Paxton) Lindl., Coelogyne arthuriana Rchb. f., Coelogyne maculata var. virginea Rchb. f., Pleione maculata var. arthuriana (Rchb. f.) Rolfe, Pleione maculata var. virginea (Rchb. f.) Karth.): Sie ist im nördlichen Thailand, Myanmar, Indien, Bhutan, Nepal und im westlichen Yunnan verbreitet.[7][1]
- Pleione × maoershanensis W.Zhang & S.B.Zhang (= Pleione hookeriana × Pleione pleionoides): Sie kommt in Guangxi vor.[7]
- Pleione microphylla S.C.Chen & Z.H.Tsi: Dieser Endemit kommt nur im südlichen Guangdong vor.[7][1]
- Pleione pleionoides (Kraenzl.) Braem & H.Mohr (Pogonia pleionoides Kraenzl., Pleione amoena Schltr. nom. illeg., Pleione speciosa Ames & Schltr. nom. illeg., Pleione hubeiensis Torelli & Riccab., Pleione voltolinii Torelli & Riccab.): Sie gedeiht auf humus- oder moosbedeckten Felsen und Felswänden in Wäldern in Höhenlagen von 1700 bis 2300 Metern in den chinesischen Provinzen Chongqing, Guizhou sowie westlichen Hubei.[7][1]
- Pleione praecox (Sm.) D.Don (Syn.: Pleione wallichiana (Lindl.) Lindl. & Paxton, Pleione concolor B.S.Williams, Pleione reichenbachiana (T.Moore & Veitch) Kuntze, Pleione birmanica (Rchb. f.) B.S.Williams, Pleione praecox var. alba E.W.Cooper, Pleione praecox var. birmanica (Rchb. f.) B.Grant, Pleione praecox var. candida Pfitzer, Pleione praecox var. reichenbachiana (T.Moore & Veitch) Torelli & Riccab., Pleione praecox var. wallichiana (Lindl.) E.W.Cooper): Sie ist in Bangladesch, nordöstlichen Indien, Bhutan, Nepal, Laos, Myanmar, nördlichen Thailand, nördlichen Vietnam, im südöstlichen Tibet und im südöstlichen sowie südwestlichen Yunnan verbreitet.[7][1]
- Pleione saxicola Tang & F.T.Wang ex S.C.Chen: Sie kommt in Bhutan, im südöstlichen Tibet und im nordwestlichen Yunnan vor.[7][1]
- Pleione scopulorum W.W.Sm.: Sie kommt im nordöstlichen Arunachal Pradesh, in Myanmar, im südöstlichen Tibet und im nordwestlichen sowie südwestlichen Yunnan vor.[7][1]
- Pleione ×taliensis P.J.Cribb & Butterf. (= Pleione bulbocodioides × Pleione yunnanensis): Sie gedeiht in Höhenlagen von 2400 bis 2700 Metern nur im nordwestlichen Yunnan.[7][1]
- Pleione vietnamensis Aver. & P.J.Cribb: Sie kommt nur im südlichen-zentralen Vietnam vor.[7]
- Pleione yunnanensis (Rolfe) Rolfe (Syn.: Coelogyne yunnanensis Rolfe, Pleione chiwuana Tang & F.T.Wang, Pleione yunnanensis var. chiwuana (Tang & F.T.Wang) G.Kleinh. ex Torelli & Riccab.): Sie kommt im nördlichen Myanmar, im südöstlichen Tibet und in den chinesischen Provinzen nördliches sowie westliches Guizhou, südwestliches Sichuan, nordwestliches sowie südöstliches Yunnan vor.[7][1]

## Nutzung
Im asiatischen Kulturraum werden die Pseudobulben bestimmter Pleione-Arten zu medizinischen Zwecken eingesetzt. So wurden zum Beispiel in den Bulben von Pleione bulbucodioides verschiedene Bibenzyl-Derivate des Wirkstoffs Phenanthren entdeckt. Die Bulben von Pleione maculata werden gegen Leberbeschwerden eingesetzt, die Bulben von Pleione formosana gegen verschiedene Tumore.
Einige Pleione-Arten werden wegen ihrer attraktiven, oftmals duftenden Blüten als Zierpflanzen verwendet. Besonders beliebt sind die Arten Pleione formosana und Pleione limprichtii, weil diese leichten Frost vertragen und deshalb ganzjährig im Freiland kultiviert werden können.
Es wurden über 360 Pleione-Sorten gezüchtet. Es wurde oft versucht auch Gattungshybriden zu erzeugen, doch erst 2014 ist dies mit Coelogyne und Pleione als Eltern gelungen.

## Gefährdung und Artenschutz
Die Arten Pleione chunii, Pleione formosana und Pleione pleionoides wurden 2004 (ein aktuelles Monitoring wäre erforderlich) in der Roten Liste gefährdeter Arten der IUCN als „Vulnerable“ = „gefährdet“ eingestuft. Die Art Pleione forrestii gilt als „Endangered“ = „stark gefährdet“. Hauptgrund für die Schutzbedürftigkeit vieler Pleione-Arten ist illegales Sammeln an Naturstandorten.